# Olovov(II) hidroksid
Olovov(II) hidroksid (Pb(OH)2) nastaje kao bijel talog kompleksnog sastava Pb2O(OH)2 dodatkom lužine otopinama olovnih soli.

## Osobine
Ima amfotermni karakter s jače izraženim alkalnim svojstvima.

Odstranjivanjem vode pri temperaturi 100 °C prelazi u crveni olovov oksid, a kod niže temperature nastaje žuti olovov oksid.
Zbog slabo izraženog kiselog karaktera, olovov(II) hidroksid se otapa i u koncentriranim lužinama:
S jakom lužinom (NaOH, KOH) taloži bijeli želatinozni Pb(OH)2 koji je topljiv u suvišku reagensa, zbog amfoternog karaktera:
Pb2+ + 2 OH- --> Pb(OH)2
Pb(OH)2 + OH- --> Pb(OH)3- --> HPbO2- + H2O
Sa slabom lužinom (NH3) taloži bijeli talog Pb(OH)2 koji se ne otapa u suvišku reagensa.
U vodi se slabo otapa, a lako se otapa u kiselinama dajući soli:
Pb(OH)2 + 2H+ --> Pb2+ + 2 H2O
Oksidacijom pomoću H2O2 ili NaOCl talog Pb(OH)2 prelazi u smeđi PbO2:
Pb(OH)2 + H2O2 --> PbO2 + 2 H2O
Pb(OH)2 + NaOCl --> PbO2 + H2O + NaCl